# Доменне ім'я
Доме́нне ім'я́ (англ. Domain name), або Доме́н (англ. Domain, від лат. dominium — володіння), — частина простору ієрархічних імен мережі Інтернет, що обслуговується групою серверів системи доме́нних імен (DNS-серверів) та централізовано адмініструється. Станом на 2017 рік було зареєстровано понад 330 млн доменних адрес.

## Опис
Першим створеним доменним іменем загалом і в доменній зоні .net є Nordu.net, домен скандинавської дослідницької спілки, створений 1 січня 1985 року. Домен було використано для першого кореневого сервера (nic.nordu.net).
Першим доменом в зоні .com був Symbolics.com, який створили з міста Кембридж у Массачусетсі 15 березня 1985 р, згодом за цією адресою відкрили історичний сайт.
Третім доменним іменем було bbn.com, зареєстроване компанією BBN Technologies 24 квітня 1985 року. Загалом до 1992 року було зареєстровано менше 15.000 доменів в зоні .com. При цьому, наприкінці 2010 року їх було 205,3 млн.
Далі йде список перших 20 доменів з датами їхньої реєстрації:
1. symbolics.com — 15/03/1985
2. bbn.com — 24/04/1985
3. think.com — 24/05/1985
4. mcc.com — 11/07/1985
5. dec.com — 30/09/1985
6. northrop.com — 07/11/1985
7. xerox.com -09/01/1986
8. sri.com — 17/01/1986
9. hp.com — 03/03/1986
10. bellcore.com — 05/03/1986
11. ibm.com — 19/03/1986
12. sun.com — 19/03/1986
13. intel.com — 25/03/1986
14. ti.com — 25/03/1986
15. att.com — 25/04/1986
16. gmr.com — 08/05/1986
17. tek.com — 08/05/1986
18. fmc.com — 10/07/1986
19. ub.com — 10/07/1986
20. bell-atl.com — 05/08/1986

Згідно зі звітом Verisign Domain Industry Brief найбільшого світового доменного реєстратора Verisign у кінці 2012 року кількість зареєстрованих по всьому світу доменних імен другого рівня сягнула 250 млн, що на 12 % більше за 2011. Абсолютним лідером за кількістю реєстрацій є доменна зона .com, на яку припадає 40 % всіх доменів. Серед інших популярних для реєстрації доменних зон Verisign виділяє зони .net, .uk, .org, .info, .cn та .nl.

## DNS
DNS-сервери зберігають інформацію про вузли, імена яких належать домену і виконують трансляцію їх імен в адреси. Кожний домен має унікальне ім'я, а кожен комп'ютер, під'єднаний до Інтернету, має, як правило, доменне ім'я. Домени мають між собою ієрархічні відношення. Два домени, що розташовані на сусідніх рівнях ієрархії, називаються відповідно доменом вищого та нижчого рівнів. Домени найвищого (верхнього) рівня можуть бути сформовані за організаційним або географічним ознаками.
Домени, сформовані за географічним ознаками, об'єднують вузли, що належать конкретній державі. За географічними ознаками об'єднуються в основному комп'ютери, що містяться на території США. Доменна зона — сукупність доменних імен певного рівня, що входять в конкретний домен.

## Зарезервовані доменні імена
Документ RFC 2606 (Reserved Top Level DNS Names — Зарезервовані імена доменів верхнього рівня) визначає назви доменів, які слід використовувати як приклади (наприклад, в документації), а також для тестування. Крім example.com, example.org і example.net, у цю групу також входять test, invalid тощо.

## Інтернаціональні доменні імена
Доменне ім'я може складатися тільки з обмеженого набору ASCII символів, дозволяючи набрати адресу домену незалежно від мови користувача. ICANN затвердив засновану на Punycode систему IDNA, перетворюючи будь-який рядок в кодуванні Unicode в допустимий DNS набір символів.
Для реєстрації доступно більше 1000 різних доменних зон. Вони поділяються на:
- географічні (територіальні): kyiv.ua, dp.ua, kh.ua тощо;
- українські загальні: com.ua, net.ua, in.ua тощо;
- національні: ua, es, uk тощо;
- міжнародні загальні: com, net, biz тощо;
- тематичні: blog, pro, travel тощо;
- спеціальні: gov.ua, aero, mil тощо.[7]